# Wall Street-kraschen

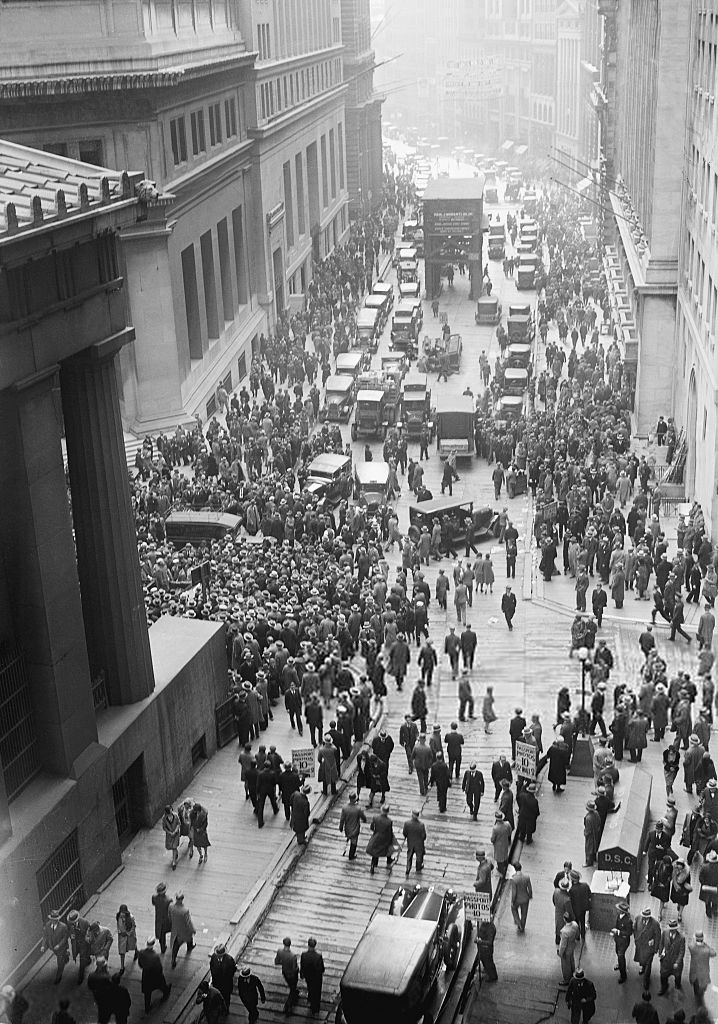
Folksamling utanför New York Stock Exchange efter kraschen.

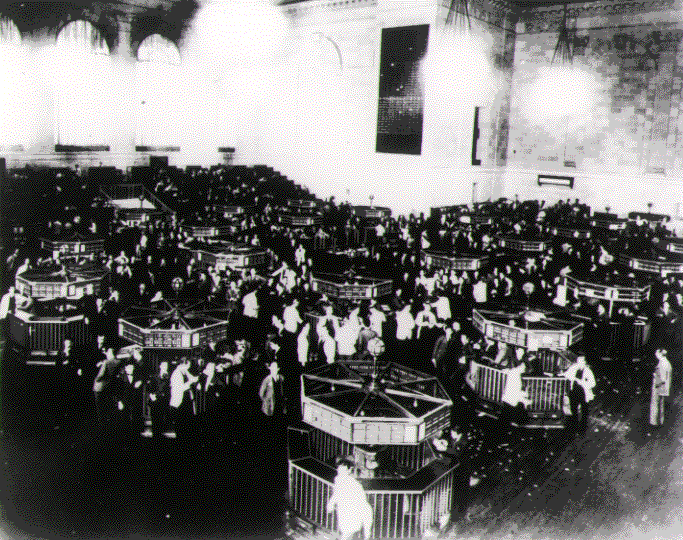
New York Stock Exchange precis efter kraschen.

Wall Street-kraschen eller Börskraschen 1929 är den börskrasch, som startade med svarta torsdagen den 24 oktober 1929 på börsen på Wall Street, Manhattan, New York och som blev inledningen till den stora depressionen i USA och Europa på 1930-talet.
Kraschen föregicks av en period under senare delen av 1920-talet med hausse-artad börsmarknad, under vilken miljoner amerikaner lockades att investera i aktier. Den ökade investeringen drev i sin tur upp kurserna till spektakulärt höga nivåer, och skapade starka förväntningar på ytterligare uppgångar. Småsparare, företag och banker satsade allt större del av sina tillgångar och man lånade även till höga räntor för att kunna finansiera ytterligare investeringar på börsmarknaden.
3 september 1929 nådde aktiekurserna sin högsta punkt, och efter det började marknaden bli instabil med både upp- och nedgångar, men trots detta fortsatte spekulationerna.
Efter en kort tids nedgångar sprack slutligen bubblan den 24 oktober. Dagen kallas den "svarta torsdagen". Det uppstod säljpanik då börsen störtdök. Folk trängdes utanför börslokaler och hos aktiemäklare, och polis fick sättas in på många håll för att upprätthålla ordningen. På en enda dag bytte 13 miljoner aktier ägare, vilket var rekord, och många börser tvingades stänga på grund av paniken. En viss återhämtning skedde dock efter att lugnande uttalanden gjorts av centrala representanter för banker och börs, och paniken mattades av något. Under efterföljande fredag och lördag höll sig kurserna någorlunda stabila. Den kortvariga stabiliteten kan bero på att Wall Street-börsens ordförande Richard Whitney fick en blancocheck av några av de större aktörerna på marknaden för att stödköpa aktier och dämpa raset.
Lugnet var dock bara kortvarigt, på måndagen och tisdagen återkom torsdagens panik med katastrofalt kursfall till följd. Under dessa dagar föll aktierna 25 % och på tisdagen sattes nytt säljrekord med 16,4 miljoner aktier, varför dessa dagar också brukar gå under benämningen "svarta". Vid slutet av november hade investerarna förlorat 100 miljarder dollar och börsvärdet hade sjunkit med 40 %. Företag och banker gick i konkurs, och många blev arbetslösa, och småsparare fick lämna sina hem och gårdar när de inte längre kunde betala de höga låneräntorna.
Kraschen övergick i ekonomisk depression med hög arbetslöshet och fallande produktivitet, som spred sig till Europa och aktiekurserna fortsatte att sjunka under de första åren av 1930-talet. Marknaden återhämtade sig inte förrän långt efter andra världskrigets slut.